# Преследуемый (фильм, 1952)
«Преследуемый» (англ. Hunted), в США вышел под названием «Незнакомец посередине» (англ. The Stranger In Between) — британский фильм нуар режиссёра Чарльза Крайтона, который вышел на экраны в 1952 году.
Фильм рассказывает о молодом мужчине Крисе Ллойде (Дерк Богард), убившем из ревности любовника своей жены и после этого подавшемся в бега. Он случайно знакомится с шестилетним мальчиком Робби (Джон Уайтли), который сбежал от приёмных родителей. В силу обстоятельств два беглеца объединяются и продолжают свой путь вместе от Лондона на юге до Шотландии на севере страны. Постепенно отношения между ними перерастают из недоверия и недоброжелательности в настоящую дружбу.
Фильм получил высокие оценки критики за сильную режиссёрскую работу Крайтона, великолепную операторскую работу на натуре Эрика Кросса, а также отличную игру Дерка Богарда в главной роли.
Фильм завоевал премию «Золотой леопард» на Международном кинофестивале в Локарно в 1952 году.

## Сюжет
Шестилетний Робби (Джон Уайтли) дома случайно поджигает занавеску, после чего из страха наказания, убегает. Он прячется в разрушенном бомбёжками доме, где у него своё укромное место. Там он натыкается на молодого мужчину Криса Ллойда (Дерк Богард), рядом с которым лежит тело убитого человека. Крис хватает Робби за руку и убегает из дома вместе с ним.
Вернувшись домой, приёмная мать Робби, миссис Кемпбелл (Джейн Эйрд), быстро тушит загоревшуюся занавеску после чего отправляется на поиски Робби по ближайшей округе. Чуть позднее миссис и мистер Кемпбелл (Джек Стюарт) обращаются в полицию с заявлением по пропаже их приёмного сына. Тем временем Крис затаскивает Робби в доки и прячется вместе с ним в трюме баржи. Вскоре матросы закрывают трюм, и баржа отправляется в плавание. Мальчик побаивается Криса, который находится на грани нервного срыва. Позднее вечером пара влюблённых обнаруживает в развалинах труп мужчины. Вскоре на место прибывает полиция. В соседнем пабе детективы выясняют, что один из завсегдатаев видел в том месте Ллойда, который работает инженером на судне.
Выйдя утром на берег, Крис читает в газетах, что тело директора компании найдено в разбомбленном подвале. Крис решает забрать из своей квартиры деньги, но опасается идти туда сам, и потому посылает Робби. Когда Робби находится в квартире Криса, там появляется полиция в сопровождении его жены, Магды Ллойд (Элизабет Селларс). Робби едва успевает спрятаться под кровать, затем, так и не успев забрать деньги, незаметно пробирается к двери и убегает. Встретив мальчика за углом дома, Крис идёт с ним в ломбард. Пока он пытается сдать своё пальто, к Робби на улице подходит полицейский, спрашивая, где его родители. Когда сотрудник ломбарда, возможно, о чём-то догадывается и уходит в соседнюю комнату позвонить, испуганный Крис бросив пальто, уходит. Заметив его, Робби идёт за ним, и полицейский отпускает мальчика. В полицию поступает сигнал о том, что Криса заметили в ломбарде, и туда немедленно выезжает наряд полиции. Заметив на улице полицейскую машину, Крис с Робби прячется в зале игровых автоматов, но в игре ему не сопутствует удача. Видя, что по всему району идёт полицейская облава, Крис с мальчиком уезжает на автобусе, а затем заводит его в небольшое кафе, где на последние деньги покупает Робби бутерброд, а сам остаётся без обеда.
Когда на улице темнеет, Крис забирается через окно в квартиру к Магде, при встрече обзывая её «паршивой». В ответ она спрашивает, зачем он это сделал. Он забирает из шкафа деньги, пока Магда обнимает его и признаётся в любви. Собрав быстро чемодан, он уходит, несмотря на то, что Магда пытается его задержать до утра. На прощанье он страстно целует жену. Когда она начинает оправдываться, что страдала от одиночества из-за его постоянного отсутствия, Крис отталкивает жену и уходит через окно. С крыши Крис спускается вниз по лестнице, сбивая по дороге сотрудника полиции, которому поручено наблюдать за домом. Вырвавшись на улицу, Крис берёт Робби и убегает вместе с ним по двору. Их преследуют двое полицейских, однако им удаётся запрыгнуть в отъезжающий грузовик и скрыться. Утром Крис и Робби уже бредут вдоль загородного шоссе, пытаясь поймать попутку. Наконец, их подбирает грузовик, который едет на север страны, где Крис предполагает спрятаться у своего брата.
В полиции Магду допрашивает детектив инспектор Дикин (Джеффри Кин), добиваясь от неё информации, где может быть её муж, однако она ничего не говорит. Она также утверждает, что ничего не знает о маленьком мальчике, которого видели вместе с Крисом. Отпустив Магду, Дикин беседует с миссис и мистером Кемпбеллами, которых полиция вычислила по игрушке Робби, обнаруженной на месте убийства. Инспектор быстро выясняет, что родители сурово обращались с мальчиком, и страх наказания мог стать причиной его побега.
Крис и Робби доезжают до крупного промышленного города, где водитель отправляет их на ночлег в пансион к знакомой супружеской паре Сайксов (Кэй Уолш, Фредерик Пайпер). Оставив мальчика в комнате, Крис уходит в город. Пока миссис Сайкс ухаживает за Робби, Крис созванивается с братом Джеком (Джулиан Сомерс), договариваясь, что тот приютит их на некоторое время. Робби боится, что Крис будет его бить, но тот бережно укладывает его в кровать. Когда домой возвращается мистер Сайкс, жена рассказывает ему, что спина у мальчика покрыта ударами от побоев, кроме того, он не мог сказать, где его дом, и заявил, что у него нет матери, что противоречит словам Криса, который назвался его отцом. Хотя миссис Сайкс встревожена тем, что мальчик мог быть похищен, муж предлагает дождаться утра, а затем направиться в полицию. Крис рассказывает Робби сказку на ночь, а затем рассказывает, как женился и был очень счастлив, был моряком и часто уходил в плавание. Однажды по возвращении он застал жену в компании другого мужчины…
Рано утром Сайксы читают заголовок в газете: «Разыскивается убийца с ребёнком» после чего муж посылает жену в полицию. В этот момент к ним заходит Робби за газетой. Крис зовёт мальчика, но миссис Сайкс не выпускает его, а мистер Сайкс уходит в полицию. Догадавшись, что Сайксы всё узнали из газет, Крис запирает миссис Сайкс в сарае и убегает, пытаясь оторваться от Робби. Но мальчик упорно преследует его, и прыгает следом за ним на платформу движущегося торгового поезда. Крис забирает мальчика и продолжает путь вместе с ним, обещая больше никогда не бросать. Спрыгнув с поезда, они ночью продолжают путь через поле, болото и лес. Из-за усталости и голода Робби выбивается из сил, но Крис продолжает вести его вперёд по шотландскому высокогорью. Ночью они заходят в небольшой городок, где через окно Крис забирается в чужой дом, но когда от шума просыпаются хозяева, вынужден бежать. Из последних сил Крис несёт на себе через пустоши обессилевшего испуганного мальчика. Наконец, они добираются до дома Джека, который кормит их вкусным ужином. Настроение Криса и Робби идёт на поправку, но Робби засыпает прямо за столом. Когда Крис собирается устроиться на ночлег, Джек просит его уйти, опасаясь последствий. Крис просит оставить хотя бы Робби, но Джек отвечает, что никому в деревне не известно о том, что они с Крисом родственники, и он не хочет, чтобы об этом узнали. Крис и Робби уходят, укрываясь в развалинах разрушенного замка. Чтобы спасти ребёнка, Крис хочет оставить с какими-либо людьми, но Робби умоляет не бросать его. Они засыпают в развалинах.
Утром Крис замечает со скалы рыбацкую деревушку. Он направляется на пирс, находя оставленную хозяином небольшую рыбацкую шхуну, на которой вместе с Робби выходит в море. Сын рыбака замечает их, и сообщает отцу об угоне шхуны. Поставив лодку на нужный курс, Крис готовит завтрак и будит Робби, но тот не в состоянии встать. Крис понимает, что Робби серьёзно заболел. Уже почувствовав свободу, Крис понимает, что, чтобы спасти мальчика, у него нет другого выхода, как развернуться и плыть обратно в деревню. На берегу рыбаки и полиция встречают Криса с мальчиком на руках.

## В ролях
- Дерк Богард — Крис Ллойд
- Джон Уайтли — Робби
- Элизабет Селларс — Магда Ллойд
- Кэй Уолш — миссис Сайкс
- Фредерик Пайпер — мистер Сайкс
- Джулиан Сомерс — Джек Ллойд
- Джейн Эйрд — миссис Кемпбелл
- Джек Стюарт — мистер Кемпбелл
- Джеффри Кин — детектив инспектор Дракин
- Дуглас Блэквелл — детектив сержант Грейсон
- Леонард Уайт — сержант в полицейском участке
- Джеральд Андерсон — помощник комиссара
- Деннис Уэбб — главный суперинтендант
- Джераль Кейс — заместитель помощника комиссара
- Джон Бушелл — главный инспектор

## История создания фильма
Большая часть фильма была снята на натуре, в частности, первые сцены были сняты в лондонском районе Пимлико, где в то время ещё сохранились руины военного времени. Местом действия сцен, происходящих в английском Мидлендсе, были доки Мерсисайда, а также Сток-он-Трент и его окрестности, с его характерным промышленным ландшафтом, состоящим из фабричных труб и гигантских печей для обжига керамики. Съёмки в Шотландии проходили в деревне Портпатрик и городке Странрар округа Дамфрис-энд-Галловей.
Джон Уайтли был взят на роль после того, как друг Чарльза Крайтона услышал, как мальчик декламирует стихотворение Эдварда Лира «Сова и кошечка» по радио в программе The Children’s Hour. Его пригласили на кинопробу, и он получил роль.
Богард и Уайтли вновь встретились вместе в фильме «Испанский садовник» (1956).
Премьера фильма состоялась в Лондоне 9 марта 1952 года. Фильм вышел в широкий прокат в Великобритании 17 марта 1952 года, а в США 19 марта 1952 года.

## Оценка фильма критикой
Фильм получил позитивные отзывы критики. Так, в рецензии лондонского журнала Time Out был отмечено, что с самого начала фильм «превращается в исследование пары в бегах и демонов, которые преследуют их. Режиссура Крайтона создает напряженную и грозную атмосферу, а образы иногда перекликаются с фильмом „Ночь охотника“ (1955) Чарльза Лоутона». В целом фильм сделан «мелодраматично, но убедительно и притягательно». Что касается Богарда, то он «убедителен в роли ревнивого мужа, преступившего закон, а его постепенное искупление и растущая привязанность к юному Робби (Уайтли) правдоподобны и трогательны».
Историк кино Дерек Виннерт назвал картину «необычным, честным маленьким фильмом», построенном «на тёплой игре звёздного дуэта, который великолепно и с большой симпатией работает вместе». Как отмечает киновед, «это очень увлекательный и трогательный фильм с несколькими захватывающими эпизодами и прекрасной операторской работой на натуре, а также тщательно проработанными съёмками на студии Pinewood studios в Бакингемшире». Режиссёр фильма Крайтон «умело и с чувством ставит картину, хорошую поддержку ему обеспечивает красивая чёрно-белая операторская работа Эрика Кросса».
Сам Чарльз Крайтон говорил, что этот фильм стал для него прорывом: «Именно тогда я стал более уверенным в своих силах».

## Признание
Фильм завоевал премию «Золотой леопард» на Международном кинофестивале в Локарно в 1952 году.